# The American Economic Review
The American Economic Review és una revista acadèmica d'economia que publica dotze números anualment. És publicada per l'American Economic Association. Es va publicar per primer cop el 1911, i és considerada una de les revistes més prestigioses en el seu camp. L'editor en cap és Pinelopi Koujianou Goldberg (Universitat Yale). L'editor anterior era Robert Moffitt. La revista té la seu a Pittsburgh.
El número de maig de la revista és conegut amb el nom de "Papers and Proceedings". Seleccionar els millors papers i discussions relacionades.